# Parassy
 Parassy  es una comuna y población de Francia, en la región de Centro, departamento de Cher, en el distrito de Bourges y cantón de Les Aix-d'Angillon.
Su población en el censo de 1999 era de 423 habitantes.
Está integrada en la Communauté de communes des Terroirs d'Angillon.

## Demografía
| 383 | 346 | 293 | 346 | 458 | 423 |
| Para los censos de 1962 a 1999 la población legal corresponde a la población sin duplicidades (Fuente: INSEE [Consultar]) |     |     |     |     |     |